# 四川淡背地鸫
又名四川光背地鸫，是雀形目鸫科的一种鸟类。
2022年，为更好地反映其形态特征，“中国鸟类名录”10.0版将四川光背地鸫的中文名修改为四川淡背地鸫。

## 特征
四川淡背地鸫体重约98.19克，翼长约138.4毫米，嘴峰长约25.1毫米，喙宽度约5.3毫米，喙厚度约5.7毫米，跗蹠长约36.2毫米，尾长约96.2毫米。四川淡背地鸫在其分布区内为留鸟，其栖息在半开放的灌木丛中，食性为杂食性，主要食物来源是陆生无脊椎动物。

## 分布
繁殖于中国中南部（四川中部）；冬季分布不详，但据报道在越南北部有记录。